# Höchenschwand
Höchenschwand település Németországban, azon belül Baden-Württembergben. Lakosainak száma 2786 fő (2023. december 31.).

## Népesség
A település népessége az elmúlt években az alábbi módon változott:
| Lakosok száma | 1563 | 1761 | 1853 | 1944 | 1926 | 2310 | 2374 | 2549 | 2461 | 2786 |
|               | 1961 | 1967 | 1974 | 1980 | 1987 | 1993 | 2000 | 2006 | 2013 | 2023 |